# 卡西尼亚纳
卡西尼亚纳（義大利語：Casignana），是意大利雷焦卡拉布里亚省的一个市镇。总面积24平方公里，人口817人，人口密度34.0人/平方公里（2009年）。ISTAT代码为080024。